# Paris-Roubaix 2018
Paris-Roubaix 2018 a fost ediția a 116-a cursei clasice de ciclism Paris-Roubaix, cursă de o zi. S-a desfășurat pe data de 8 aprilie 2018 și a făcut parte din calendarul UCI World Tour 2018. Cursa a avut startul la Paris și s-a încheiat la Roubaix.
Pentru prima dată de la cursa din 1981 câștigată de Bernard Hinault, cursa a fost câștigată de campionul mondial en-titre, Peter Sagan (Bora-Hansgrohe).
Cursa a fost umbrită de moartea lui Michael Goolaerts, component al echipei Vérandas Willems–Crelan. În timpul cursei, a suferit un stop cardiac și mai târziu a murit la spitalul din Lille.

## Echipe
Toate cele 18 echipe din UCI WorldTeams au fost invitate în mod automat și au fost obligate să participe la cursă. Șapte echipe au primit wild card-uri.

### Echipe UCI World
- Ag2r-La Mondiale
- Astana
- Bahrain–Merida
- BMC Racing Team
- Bora-Hansgrohe
- Team Dimension Data
- CCC Pro Team
- EF Education First
- LottoNL–Jumbo
- Lotto–Soudal
- Mitchelton–Scott
- Movistar Team
- Quick-Step Floors
- Team Katusha-Alpecin
- Team Sky
- Team Sunweb
- Trek-Segafredo
- UAE Team Emirates
- Groupama–FDJ

### Echipe continentale profesioniste UCI
- Cofidis
- Delko–Marseille Provence KTM
- Total Direct Énergie
- Fortuneo–Samsic
- Vérandas Willems–Crelan
- Vital Concept
- WB Aqua Protect Veranclassic

## Rezultate
| Loc | Concurent         | Echipă               | Timp      |
| --- | ----------------- | -------------------- | --------- |
| 1   | Peter Sagan       | Bora-Hansgrohe       | 5h 54'06" |
| 2   | Silvan Dillier    | Ag2r-La Mondiale     | +0"       |
| 3   | Niki Terpstra     | Quick-Step Floors    | +57"      |
| 4   | Greg Van Avermaet | BMC Racing Team      | +1' 34"   |
| 5   | Jasper Stuyven    | Trek-Segafredo       | +1' 34"   |
| 6   | Sep Vanmarcke     | EF Education First   | +1' 34"   |
| 7   | Nils Politt       | Team Katusha-Alpecin | +2' 31"   |
| 8   | Taylor Phinney    | EF Education First   | +2' 31"   |
| 9   | Zdeněk Štybar     | Quick-Step Floors    | +2' 31"   |
| 10  | Jens Debusschere  | Lotto–Soudal         | +2' 31"   |